# Las Piedritas, Chiapas
Las Piedritas är en ort i Mexiko.   Den ligger i kommunen Tonalá och delstaten Chiapas, i den sydöstra delen av landet, 700 km sydost om huvudstaden Mexico City. Las Piedritas ligger 71 meter över havet och antalet invånare är 204.
Terrängen runt Las Piedritas är varierad. Runt Las Piedritas är det ganska glesbefolkat, med 50 invånare per kvadratkilometer. Närmaste större samhälle är Tres Picos, 6,6 km väster om Las Piedritas. Omgivningarna runt Las Piedritas är en mosaik av jordbruksmark och naturlig växtlighet.